# 音德尔图湖
音德尔图湖也称音德日图湖，是一个位于中国内蒙古自治区阿拉善盟阿拉善右旗雅布赖镇境内的盐湖，面积约为1.09平方千米，属于蒙新高原区。它的一级流域为内流区诸河，二级流域为河西走廊－阿拉善河内流区。
音德尔图湖位于雅布赖镇巴丹吉林嘎查以北约5千米处巴丹吉林沙漠腹地，根据《中国湖泊志》的数据，该湖水位1200米，面积1.1平方千米，平均水深0.1米。